# Hal Holbrook
Harold Rowe "Hal" Holbrook, Jr. (født 17. februar 1925 og død 23. januar 2021) var en kendt amerikansk skuespiller med en karriere som spændte fra 1950erne og frem til 2010erne.  
En af hans mest kendte optrædener var i storfilmen Alle præsidentens mænd (film).  
Han var kendt i tv-roller som Abraham Lincoln i miniserien Lincoln, og som Hays Stowe i The Bold Ones: The Senator og Kaptajn Lloyd Bucher i Pueblo. 
Han var også kendt for sin rolle i filmen Into the Wild, som han modtog en Oscar nominering for. 
Han var gift med skuespilleren Dixie Carter, indtil hendes død i 2010.
Han blev født i Cleveland, Ohio, som søn af Aileen og Harold Rowe Holbrook Sr. Han rejste til South Weymouth, Massachusetts hvor han tog sin eksamen på Culver akademiet og Denison University.
Under 2. verdenskrig gjorde han tjeneste i den amerikanske hær og blev udstationeret i Newfoundland, hvor han optrådte som Madam Precious, på teateret

## Filmografi
| Udgivelsesår | Titel                                  | Rolle                                            | Noter                |
| ------------ | -------------------------------------- | ------------------------------------------------ | -------------------- |
| 1966         | The Group                              | Gus Leroy                                        |                      |
| 1967         | Mark Twain Tonight                     | Mark Twain                                       | Tv-special           |
| 1968         | Wild in the Streets                    | Senator Johnny Fergus                            |                      |
| 1970         | The Bold Ones: The Senator             | Senator Hays Stowe                               |                      |
| 1970         | The Great White Hope                   | Al Cameron                                       |                      |
| 1972         | They Only Kill Their Masters           | Watkins                                          |                      |
| 1972         | That Certain Summer                    | Doug Salter                                      | Tv-film              |
| 1973         | Pueblo                                 | Captain Lloyd Bucher                             | Tv-film              |
| 1973         | Magnum Force                           | Lieutenant Briggs                                |                      |
| 1974         | The Girl from Petrovka                 | Joe                                              |                      |
| 1974         | Carl Sandburg's Lincoln                | Abraham Lincoln                                  | miniserie            |
| 1976         | All the President's Men                | Deep Throat                                      |                      |
| 1976         | Slaget om Midway                       | Commander Joseph Rochefort                       |                      |
| 1977         | Julia                                  | Alan                                             |                      |
| 1977         | Rituals                                | Harry                                            |                      |
| 1978         | Capricorn One                          | Dr. James Kelloway                               |                      |
| 1978         | The Awakening Land                     | Portius Wheeler                                  | Tv-serie             |
| 1979         | When Hell Was in Session               | Commander Jeremiah A. Denton                     | Tv-film              |
| 1979         | Murder by Natural Causes               | Arthur Sinclair                                  | Tv-serie             |
| 1979         | The Legend of the Golden Gun           | J. R. Swackhammer                                | Tv-serie             |
| 1979         | Natural Enemies                        | Paul Steward                                     |                      |
| 1980         | The Fog                                | Father Malone                                    |                      |
| 1980         | The Kidnapping of the President        | President Adam Scott                             |                      |
| 1981         | The Killing of Randy Webster           | John Webster                                     | Tv-serie             |
| 1982         | Creepshow                              | Henry Northrup                                   | Segment: "The Crate" |
| 1982         | Girls Nite Out                         | Jim MacVey                                       |                      |
| 1983         | The Star Chamber                       | Judge Benjamin Caulfield                         |                      |
| 1984         | George Washington                      | John Adams                                       | Miniserie            |
| 1985         | North and South Part 1                 | Abraham Lincoln                                  | Miniserie            |
| 1986–1989    | Designing Women                        | Reese Watson                                     | Tv-serie             |
| 1986         | Portrait of America                    |                                                  | Tv-serie             |
| 1986         | Dress Gray                             | General Charles Hedges                           | Tv-serie             |
| 1986         | North and South Part 2                 | Abraham Lincoln                                  | Miniserie            |
| 1987         | Wall Street                            | Lou Mannheim                                     |                      |
| 1988         | The Unholy                             | Ærkebiskop Mosely                                |                      |
| 1988         | I'll Be Home for Christmas             | Joseph Bundy                                     |                      |
| 1988         | The Fortunate Pilgrim                  | Dr. Andrew McKay                                 |                      |
| 1989         | Day One                                | General George Marshall                          | Tv-film              |
| 1989         | Fletch Lives                           | Hamilton "Ham" Johnson                           |                      |
| 1990–1994    | Evening Shade                          | Evan Evans                                       | Tv-serie             |
| 1993         | The Firm                               | Oliver Lambert                                   |                      |
| 1996         | Innocent Victims                       | Bob Hennis                                       |                      |
| 1997         | Eye of God                             | Sheriff Rogers                                   |                      |
| 1997         | Cats Don't Dance                       | Cranston                                         | Stemme               |
| 1997         | Hercules                               | Amfitryon                                        | Stemme               |
| 1998         | Beauty                                 | Alexander Miller                                 | Tv-film              |
| 1998         | Hush                                   | Dr. Franklin Hill                                |                      |
| 1998         | Walking to the Waterline               | Man on the Beach                                 |                      |
| 1999         | The Bachelor                           | Roy O'Dell                                       |                      |
| 2000         | Waking the Dead                        | Isaac Green                                      |                      |
| 2000         | Men of Honor                           | Mr. Pappy                                        |                      |
| 2000         | The Life and Adventures of Santa Claus | Ak - Master Woodsman of the World                | Stemme               |
| 2001         | The Majestic                           | Congressman Doyle                                |                      |
| 2001         | The Legend of the Three Trees          | Fortæller                                        | Stemme               |
| 2001–2002    | The West Wing                          | USA's assisterende udenrigsminister Albie Duncan | Tv-serie             |
| 2002         | Seventh Day                            | Sig selv                                         | Dokumentar           |
| 2003         | Country Music: The Spirit of America   | Fortæller                                        | IMAX                 |
| 2003         | Shade                                  | The Professor                                    |                      |
| 2006         | The Sopranos                           | John Schwinn                                     | Tv-serie             |
| 2006         | NCIS                                   | Mickey Stokes                                    | Tv-serie             |
| 2007         | Into the Wild                          | Ron Franz                                        |                      |
| 2008         | Skadestuen                             | Walter Perkins                                   | Tv-serie             |
| 2008         | Killshot                               | Papa                                             |                      |
| 2009         | That Evening Sun                       | Abner Meecham                                    |                      |
| 2010; 2014   | Sons of Anarchy                        | Nate Madock                                      | Tv-serie             |
| 2010–2011    | The Event                              | James Dempsey                                    | Tv-serie             |
| 2011         | Water for Elephants                    | Old Jacob                                        |                      |
| 2011         | Good Day for It                        | Hec                                              |                      |
| 2012         | Lincoln                                | Francis Preston Blair                            |                      |
| 2013         | Savannah                               | Judge Harden                                     |                      |
| 2013         | Promised Land                          | Frank Yates                                      |                      |
| 2013         | Rectify                                | Rutherford Gaines                                | Tv-serie             |
| 2013         | Monday Mornings                        | Dr. Arvin Wayne                                  | Tv-serie             |
| 2014         | Planes: Fire & Rescue                  | Mayday                                           | Stemme               |
| 2015         | Go with Me                             | Whizzer                                          |                      |